# Аз обичам България
„Аз обичам България“ е телевизионна игра, която се излъчва между 2011 и 2017 г. по Нова телевизия, а от 2024 г. – по bTV. Шоуто е българска версия на нидерландската игра „I Love My Country“, създадена от Джон де Мол и Talpa Media. Водещ по NOVA е Евелина Павлова, а по bTV е Александра Сърчаджиева. В предаването известни личности играят игри с въпроси, свързани със знанията им за България.

## Формат
Участват 2 отбора от по 3-4 души. По NOVA отборите са с капитани Юлиан Константинов (до 48 еп.)/Иван Ласкин (от 49 до 55 еп.) и Андрей Слабаков, а по bTV с капитани Камен Алипиев – Кедъра и Александър Кадиев (от 56 еп. до 68 еп.)/Юлиан Вергов и Борислав Чучков (от 69 еп.). Останалите 2-3-ма във всеки отбор се сменят за всеки епизод. Двата екипа се състезават помежду си, като победа във всеки кръг носи различен брой точки. Печели отборът, който е събрал повече точки. Наградата обикновено е продукт от българско производство.

## Сезони
| Сезон | Сезон | ТВ канал | Водещ                  | Капитани           | Капитани          | ТВ сезон      | Епизоди | Премиера     | Финал      | Излъчване     | Времетраене                |
| ----- | ----- | -------- | ---------------------- | ------------------ | ----------------- | ------------- | ------- | ------------ | ---------- | ------------- | -------------------------- |
|       | 1     | NOVA     | Евелина Павлова        | Юлиян Константинов | Андрей Слабаков   | 2011 (пролет) | 12      | 25 март      | 10 юни     | петък, 20:00  | 70 минути (без рекламите)  |
|       | 2     | NOVA     | Евелина Павлова        | Юлиян Константинов | Андрей Слабаков   | 2011 (есен)   | 13      | 26 септември | 9 декември | петък, 20:00  | 90 минути (без рекламите)  |
|       | 3     | NOVA     | Евелина Павлова        | Юлиян Константинов | Андрей Слабаков   | 2012 (пролет) | 13      | 16 март      | 1 юни      | петък, 21:00  | 90 минути (без рекламите)  |
|       | 4     | NOVA     | Евелина Павлова        | Юлиян Константинов | Андрей Слабаков   | 2016 (есен)   | 4       | 18 ноември   | 9 декември | петък, 20:00  | 90 минути (без рекламите)  |
|       | 5     | NOVA     | Евелина Павлова        | Юлиян Константинов | Андрей Слабаков   | 2017 (пролет) | 13      | 10 март      | 26 май     | петък, 21:00  | 90 минути (без рекламите)  |
|       | 5     | NOVA     | Евелина Павлова        | Иван Ласкин        | Андрей Слабаков   | 2017 (пролет) | 13      | 10 март      | 26 май     | петък, 21:00  | 90 минути (без рекламите)  |
|       | 6     | bTV      | Александра Сърчаджиева | Камен Алипиев      | Александър Кадиев | 2024 (пролет) | 13      | 23 февруари  | 24 май     | петък, 20:00  | 110 минути (без рекламите) |
|       | 7     | bTV      | Александра Сърчаджиева | Юлиан Вергов       | Борислав Чучков   | 2025 (пролет) | 15      | 12 февруари  | 25 май     | неделя, 20:00 | 110 минути (без рекламите) |
|       | 8     | bTV      |                        |                    |                   | 2025 (есен)   |         | 10 септември | декември   | сряда, 20:00  | 110 минути (без рекламите) |

## Сезон 1
Водещ: Евелина Павлова
Капитани: Юлиан Константинов и Андрей Слабаков
Излъчване: петък, 20:00 – 21:30

### Кръгове
Музикална задача – Оркестърът в студиото изсвирва мелодия на популярна българска песен. Който пръв се сети името на песента и нейния изпълнител, трябва да натисне бутона. Ако е отговорил правилно, отборът му получава 2 точки, ако не – точките автоматично отиват в другия отбор. Музикална задача има след всеки кръг.
Кръг 1. Кино и телевизия: Участниците отговарят на въпроси, свързани с българското кино и телевизия. Всеки верен отговор носи 2 точки.
Кръг 2. Отново на училище: Всеки отбор трябва да разгадае една 9- или 11-буквена дума, в която има отворена само 1 буква. За да отворят още букви, участниците отговарят на въпроси – за всеки по 2. Ако дадат верен отговор, получават нова буква и 1 точка. След последния 8-и въпрос отборът, който познае думата печели допълнителни 3 точки.
Кръг 3. Жълтини. Капитанът и още един участник от отбора си слагат слушалки, за да не чуват историята. Един от участниците получава измислена история. В историята има 10 ключови думи. Той я прочита на другия участник без слушалки, който трябва да запомни ключовите думи. Тогава участникът без слушалки, разказва по спомен историята на един от участниците със слушалки. Участникът, който си е махнал слушалките, разказва историята на капитана. Накрая капитанът разказва историята, като се стреми да каже повечето ключови думи.
Кръг 4. Спорт. Участниците отговарят на въпроси, свързани с българския спорт и спортните успехи. Всеки верен отговор носи 2 точки.
Кръг 5. Прочути сънародници. Всеки капитан получава имена на популярни личности и има 2 минути, в които с различни асоциации и факти за тези хора ще подскаже на съотборниците си, за да могат те да познаят имената им. Капитанът няма право да назовава самото име или части от него.
Кръг 6. Рожден ден: Участникът в студиото, който е с най-близка рождена дата до деня на записа на предаването, получава подарък – бомба. Времето за игра е 3 минути и 13 секунди. Рожденикът получава подаръка-бомба и трябва да отговори на въпрос. Ако е отговорил правилно, предава подаръка на играча вляво. Всеки верен отговор носи по 1 точка на съответния отбор. Когато бомбата гръмне, отборът на участника, който я държи, губи всички спечелени в кръга точки. 
Кръг 7. Колелото (Средностатистическия българин): На колелото има сектори с възможност за победа на от 1 до 50 точки. Водещата задава 4 въпроса, по 2 на всеки отбор. При верен отговор, капитанът върти колелото. При грешен – правото да върти отива в другия отбор. Всяко число, на което спре колелото, ще бъде прибавено във формата на точки към резултата на отбора. Въпросите са с отговор процент на базата на проучване, направено специално за предаването. Отборът, към който е въпросът, отговаря с процент. Другият отбор казва съответно дали според тях процентът е по-голям или по-малък.

### Участници
| Епизод        | Отбор Юлиан Константинов                              | Отбор Андрей Слабаков                                |
| ------------- | ----------------------------------------------------- | ---------------------------------------------------- |
| 1 (25.03.11)  | Крум Савов, Катерина Евро и Даниел Вълчев             | Мая Савова, Цонко Цонев и Петър Курумбашев           |
| 2 (01.04.11)  | Ромина Андонова, Андрей Арнаудов и Иво Танев          | Поли Генова, Иван Христов и Веселин Маринов          |
| 3 (08.04.11)  | Виктория Терзийска, Владимир Каролев и Нели Рангелова | Кали, Ники Кънчев и Йордан Караджов                  |
| 4 (15.04.11)  | Алисия, Филип Аврамов и Латинка Петрова               | Бони, Любомир Ганев и Янка Рупкина                   |
| 5 (22.04.11)  | Мира Добрева, Румен Луканов и Кристина Димитрова      | Мариана Попова, Тодор Славков и Орлин Горанов        |
| 6 (29.04.11)  | Фахрадин Фахрадинов, Мая Бежанска и Йорданка Христова | Райна, Стефан Вълдобрев и Таня Богомилова            |
| 7 (06.05.11)  | Екатерина Михайлова, Евгени Иванов и Нана Гладуиш     | Здравко Желязков, Александър Попов и Яна Грудева     |
| 8 (13.05.11)  | Люси Дяковска, Димитър Цонев и Мира Радева            | Нети, Дони и Марта Вачкова                           |
| 9 (20.05.11)  | Ути Бъчваров, Йоана Буковска и Ангел Джамбазки        | Тончо Токмакчиев, Десислава Банова и Владимир Кисьов |
| 10 (27.05.11) | Георги Мамалев, Мария и Ирина Сарачинова              | Стефан А. Щерев, Цветелина Янева и Тони Димитрова    |
| 11 (03.06.11) | Васил Найденов, Васко Василев и Симона Пейчева        | Богдана Карадочева, Любо Киров и Евгения Раданова    |
| 12 (10.06.11) | Тити Папазов, Деси Слава и Галя Курдова               | Георги Младенов, Глория и Драгомир Драганов          |

## Сезон 2
Водещ: Евелина Павлова
Капитани: Юлиан Константинов и Андрей Слабаков
Излъчване: петък, 20:00 – 22:00

### Кръгове
Музикална задача: Оркестърът в студиото изсвирва мелодия на популярна българска песен. Който пръв се сети името на песента и нейния изпълнител, трябва да натисне бутона. Ако е отговорил правилно, отборът му получава 2 точки, ако не – точките автоматично отиват в другия отбор. Музикална задача има след всеки кръг.
Кръг 1. Кино и телевизия: Участниците отговарят на въпроси, свързани с българското кино и телевизия. Всеки верен отговор носи 2 точки.
Кръг 2. На простора щум се вдига: Участниците трябва да закачат на простора в студиото отговорите на задачата. Тя обикновено е да подредят по големина или по важност и тн. дадените отговори.
Кръг 3. Отново на училище: Всеки отбор трябва да разгадае една 9-, 11- или 13-буквена дума, в която има отворена само 1 буква. За да отворят още букви, участниците отговарят на въпроси – за всеки по 2. Ако дадат верен отговор, получават нова буква и 1 точка. След последния 8-и въпрос отборът, който познае думата печели допълнителни 3 точки.
Кръг 4. Прочути сънародници: Всеки капитан получава имена на популярни личности и има 2 минути, в които с различни асоциации и факти за тези хора ще подскаже на съотборниците си, за да могат те да познаят имената им. Капитанът няма право да назовава самото име или части от него.
Кръг 5. Залози: Всеки отбор прави залог от точки. Водещата има списък с определения брой верни отговори – те могат да бъдат синоними на думи, заглавия на стихотворения на известен автор и тн. Участниците трябва да познаят толкова отговори, колкото точки са заложили. Времето на играта е 1 минута. Ако отбора не може да изброи толкова отговори, колкото точки са заложили, заложените точки автоматично отиват в другия отбор.
Кръг 6. Спорт: Участниците отговарят на въпроси, свързани с българския спорт и спортните успехи. Всеки верен отговор носи 2 точки.
Кръг 7. Рожден ден: Участникът в студиото, който е с най-близка рождена дата до деня на записа на предаването, получава подарък – бомба. Времето за игра е 3 минути и 13 секунди. Рожденикът получава подаръка-бомба и трябва да отговори на въпрос. Ако е отговорил правилно, предава подаръка на играча вляво. Всеки верен отговор носи по 1 точка на съответния отбор. Когато бомбата гръмне, отборът на участника, който я държи, губи всички спечелени в кръга точки. 
Кръг 8. Колелото (Средностатистическия българин): На колелото има сектори с възможност за победа на от 1 до 50 точки. Водещата задава 4 въпроса, по 2 на всеки отбор. При верен отговор, капитанът върти колелото. При грешен – правото да върти отива в другия отбор. Всяко число, на което спре колелото, ще бъде прибавено във формата на точки към резултата на отбора. Въпросите са с отговор процент на базата на проучване, направено специално за предаването. Отборът, към който е въпросът, отговаря с процент. Другият отбор казва съответно дали според тях процентът е по-голям или по-малък.

### Специално издание
На 31 декември се излъчва новогодишно издание на шоуто. Излъчва се от 21:00 часа.

### Участници
| Епизод                 | Отбор Юлиан Константинов                                       | Отбор Андрей Слабаков                                          |
| ---------------------- | -------------------------------------------------------------- | -------------------------------------------------------------- |
| 1 (23.09.11)           | Валерия Велева, Венета Райкова и Борислав Чучков               | Прошко Прошков, Лазара Златарева и Белослава                   |
| 2 (30.09.11)           | Силвия Кацарова, Теодор Салпаров и Деляна Маринова – Джуджи    | Искра Радева, Пламен Кралев и Ива Екимова                      |
| 3 (07.10.11)           | Петър Стойчев, Мария Илиева и Деян Каменов                     | Витомир Саръиванов, Поли Генова и Владимир Каролев             |
| 4 (14.10.11)           | Дичо, Елица Котева и Богдан Томов                              | Део, Иван Манчев и Лили Вучкова                                |
| 5 (21.10.11)           | Магомед Алиев – Мага, Милена Маркова – Маца и Зейнеб Маджурова | Васко Василев, Невена Бозукова – Неве и Стойка Стефанова       |
| 6 (28.10.11)           | Коцето Калки, Теди Кацарова и Аделина Банакиева                | Чочо Попйорданов, Теодора Духовникова и Ники Кънчев            |
| 7 (04.11.11)           | Ива Дойчинова, Елица Тодорова и Стефан Софиянски               | Искра Ангелова, Графа и Тити Папазов                           |
| 8 (11.11.11)           | Мая Савова, Лияна и Ники Илиев                                 | Вихра Христова, Кали и Дарин Ангелов                           |
| 9 (18.11.11)           | Нона Йотова, Етиен Леви и Юлияна Дончева                       | Нели Рангелова, Иван Лечев и Йоанна Драгнева                   |
| 10 (25.11.11)          | Веселин Маринов, Райна и Йордан Йовчев                         | Велислав Вуцов, Йорданка Христова и Детелин Далаклиев          |
| 11 (02.12.11)          | Маргарита Хранова, Владимир Береану и Елен Колева              | Йорданка Фандъкова, Атанас Пенев и Лора Караджова              |
| 12 (09.12.11)          | Николина Чакърдъкова, Орлин Горанов и Александър Кадиев        | Димитър Туджаров - Шкумбата, Камен Воденичаров и Катерина Евро |
| 13 (31.12.11) (събота) | Преслава, Галена и Румен Луканов                               | Чочо Попйорданов, Васил Найденов и Богдана Карадочева          |

## Сезон 3
Водещ: Евелина Павлова
Капитани: Юлиан Константинов и Андрей Слабаков
Излъчване: петък, 21:00 – 22:30

### Кръгове
Музикална задача: Оркестърът в студиото изсвирва мелодия на популярна българска песен. Който пръв се сети името на песента и нейния изпълнител, трябва да натисне бутона. Ако е отговорил правилно, отборът му получава 2 точки, ако не – точките автоматично отиват в другия отбор. Музикална задача има след всеки кръг.
Кръг 1. Кино и телевизия: Участниците отговарят на въпроси, свързани с българското кино и телевизия. Всеки верен отговор носи 2 точки.
Кръг 2. Отново на училище: Всеки отбор трябва да разгадае една 9-, 11- или 13-буквена дума, в която има отворена само 1 буква. За да отворят още букви, участниците отговарят на въпроси – за всеки по 2. Ако дадат верен отговор, получават нова буква и 1 точка. След последния 8-и въпрос отборът, който познае думата печели допълнителни 3 точки.
Кръг 3. Раул: Кубинецът Раул Торес изпълнява българска песен, която двата отбора трябва да познаят. При правилен отговор, се печелят 2 точки, при грешен отговор отиват в отсрещния отбор.
Кръг 4. Прочути сънародници: Всеки капитан получава имена на популярни личности и има 2 минути, в които с различни асоциации и факти за тези хора ще подскаже на съотборниците си, за да могат те да познаят имената им. Капитанът няма право да назовава самото име или части от него.
Кръг 5. Уста моя, враг мой: Участват по двама участника от отбор, като на единият са му завързани очите. Показва се снимка на известна личност, която другият участник трябва да обясни. Дадени са 10 думи, които са забранени и ако бъдат използвани, се отнема 1 точка. Ако известената личност бъде позната, отборът печели 10 точки.
Кръг 6. Спорт: Участниците отговарят на въпроси, свързани с българския спорт и спортните успехи. Всеки верен отговор носи 2 точки.
Кръг 7. Рожден ден: Участникът в студиото, който е с най-близка рождена дата до деня на записа на предаването, получава подарък – бомба. Времето за игра е 3 минути и 13 секунди. Рожденикът получава подаръка-бомба и трябва да отговори на въпрос. Ако е отговорил правилно, предава подаръка на играча вляво. Всеки верен отговор носи по 1 точка на съответния отбор. Когато бомбата гръмне, отборът на участника, който я държи, губи всички спечелени в кръга точки. 
Кръг 8. Колелото (Средностатистическия българин): На колелото има сектори с възможност за победа на от 1 до 50 точки. Водещата задава 4 въпроса, по 2 на всеки отбор. При верен отговор, капитанът върти колелото. При грешен – правото да върти отива в другия отбор. Всяко число, на което спре колелото, ще бъде прибавено във формата на точки към резултата на отбора. Въпросите са с отговор процент на базата на проучване, направено специално за предаването. Отборът, към който е въпросът, отговаря с процент. Другият отбор казва съответно дали според тях процентът е по-голям или по-малък.

### Специално издание
На 3 март 2012 г. се излъчва специално издание на шоуто по случай 134 години от Освобождението. Излъчва се от 20:00 часа.

### Участници
| Епизод                | Отбор Юлиан Константинов                              | Отбор Андрей Слабаков                                      |
| --------------------- | ----------------------------------------------------- | ---------------------------------------------------------- |
| 1 (03.03.12) (събота) | Даниел Вълчев, Симона Пейчева и Борис Дали            | Бойко Василев, Марта Вачкова и Стефан Стойчев              |
| 2 (16.03.12)          | Джена, Евгения Калканджиева и Крум Савов              | Константин, Надежда Стоянова и Камен Алипиев – Кедъра      |
| 3 (23.03.12)          | Иван Ласкин, Александра Сърчаджиева и Гергана Дончева | Красимир Каракачанов, Яна Грудева и Кристина Димитрова     |
| 4 (30.03.12)          | Преслава Пейчева, Ясен Велчев и Калина Крумова        | Стефания Кочева, Орлин Павлов и Тервел Пулев               |
| 5 (06.04.12)          | Анета Сотирова, Благовест Аргиров и Иван Черкезов     | Белослава, Ицо Хазарта и Драгомир Симеонов                 |
| 6 (13.04.12)          | Тони Димитрова, Рафи Бохосян и Ваня Пейчева           | Иван Гарелов, Павел Владимиров и Никол Станкулова          |
| 7 (20.04.12)          | Ути Бъчваров, Станимир Гъмов и Таня Карабелова        | Мартин Карбовски, Явор Гигов и Джина Стоева                |
| 8 (27.04.12)          | Саня Борисова, Ивайло Калоянчев и Георги Мамалев      | Емилия, Мария Грубешлиева – Муки и Стефан А. Щерев         |
| 9 (04.05.12)          | Милко Калайджиев, Георги Любенов и Любомир Ковачев    | Глория, Велислав Павлов и Георги Борисов                   |
| 10 (11.05.12)         | Графа, Рут Колева и Миодраг Иванов                    | Дони, Нети и Коцето Калки                                  |
| 11 (18.05.12)         | Николай Урумов, Златка Димитрова и Петя Буюклиева     | Димитър Туджаров – Шкумбата, Мариана Попова и Богдан Томов |
| 12 (25.05.12)         | Трайчо Трайков, Мая Нешкова и Ваня Пенева             | [[]], Кичка Бодурова и Деляна Маринова – Джуджи            |
| 13 (01.06.12)         | Таня Богомилова, Николай Бухалов и Иван Иванов        | Мария Гроздева, Петър Лесов и Янко Русев                   |

## Сезон 4
Водещ: Евелина Павлова
Капитани: Юлиан Константинов и Андрей Слабаков
Излъчване: петък, 20:00 – 22:00

### Кръгове
Музикална задача – Оркестърът в студиото изсвирва мелодия на популярна българска песен. Който пръв се сети името на песента и нейния изпълнител, трябва да натисне бутона. Ако е отговорил правилно съответния отбор получава 2 точки, ако не – точките автоматично отиват в другия отбор. Музикална задача има след всеки кръг.
Кръг 1. Отново на училище: Всеки отбор трябва да разгадае една 9-, 11- или 13-буквена дума, в която има отворена само 1 буква. За да отворят още букви, участниците отговарят на въпроси – за всеки по 2. Ако дадат верен отговор, получават нова буква и 1 точка. След последния 8-и въпрос отборът, който познае думата печели допълнителни 3 точки.
Кръг 2. Букварче мое: Всеки отбор трябва да разгадае една 4-буквена дума, като за целта те слагат специални очила, с които не виждат, а само опипват коя буква държат в ръцете си. За всяка позната дума получават по 1 точка. Времето за игра е 2 минути.
Кръг 3. Българската следа: Участниците отговарят на въпроси, свързани с исторически факти. Всеки верен отговор носи 1 точка.
Кръг 4. Нарисувай това: Капитаните от всеки отбор избират по един участник, който трябва да нарисува на стъклото известни български поговорки или заглавия на филми и песни. По време на играта рисуващият няма право да използва думи, букви или цифри. За всяка позната рисунка отборът получава по 1 точка. Времето за игра е 2 минути.
Кръг 5. Петилетката в 60 секунди
Кръг 6. Прочути сънародници: Всеки капитан получава имена на популярни личности и има 2 минути, в които с различни асоциации и факти за тези хора ще подскаже на съотборниците си, за да могат те да познаят имената им. Капитанът няма право да назовава самото име или части от него.
Кръг 7. Рожден ден: Участникът в студиото, който е с най-близка рождена дата, до деня на записа на предаването получава подарък – бомба. Времето за игра е 3 минути и 13 секунди. Рожденикът получава подаръка-бомба и трябва да отговори на въпрос, ако е отговорил правилно предава подаръка на играча вляво. Всеки верен отговор носи по 1 точка на съответния отбор. Когато бомбата гръмне, който я държи губи всиките си точки спечелени за отбора в този кръг.
Кръг 8. Митичното колело (Средностатистическия българин) – На колелото има сектори с възможност за победа на от 1 до 50 точки. Водещата задава 4 въпроса, по 2 на всеки отбор. При верен отговор, капитанът върти колелото. При грешен – правото да върти отива в другия отбор. Всяко число, на което спре колелото, ще бъде прибавено във формата на точки към резултата на отбора. Въпросите са с отговор процент на базата на проучване, направено специално за предаването. Отборът, към който е въпросът, отговаря с процент. Другият отбор казва съответно дали според тях процентът е по-голям или по-малък.
Кръг 9. Удави капитана

### Участници
| Епизод       | Отбор Юлиан Константинов                               | Отбор Андрей Слабаков                                            |
| ------------ | ------------------------------------------------------ | ---------------------------------------------------------------- |
| 1 (18.11.16) | Веселин Маринов, Станимир Гъмов и Калина Крумова       | Галин, Румен Угрински и Дария Симеонова                          |
| 2 (25.11.16) | Никол Станкулова, Ваня Джаферович и Валентина Войкова  | Янка Рупкина, Герасим Георгиев – Геро и Прея                     |
| 3 (02.12.16) | Иван Манчев, Милица Гладнишка и Димо Алексиев          | Марта Вачкова, Димитър Туджаров - Шкумбата и Гергана Малкоданска |
| 4 (09.12.16) | Екатерина Михайлова, Даниел Петканов и Латинка Петрова | Здравко Желязков, Габриела Кирова и Мария Гроздева               |

## Сезон 5
Водещ: Евелина Павлова
Капитани: Юлиан Константинов (до 6 еп.)/Иван Ласкин (от 7 до 13 еп.) и Андрей Слабаков
Излъчване: петък, 21:00 – 23:00

### Кръгове
Музикална задача: В студиото прозвучава популярна българска песен. Чува се и текстът, и мелодията – само че на обратно. Който пръв се сети името на песента и нейния изпълнител, трябва да натисне бутона. Ако е отговорил правилно, отборът му получава 2 точки, ако не – точките автоматично отиват в другия отбор. Музикална задача има след всеки кръг.
Кръг 1. Отново на училище: Всеки отбор трябва да разгадае една 9-, 11- или 13-буквена дума, в която има отворена само 1 буква. За да отворят още букви, участниците отговарят на въпроси – за всеки по 2. Ако дадат верен отговор, получават нова буква и 1 точка. След последния 8-и въпрос отборът, който познае думата печели допълнителни 3 точки.
Кръг 2. Букварче мое: Всеки отбор трябва да разгадае една 4-буквена дума, като за целта те слагат специални очила с които не виждат, а само опипват коя буква имат в ръцете си. За всяка позната дума получават по 1 точка. Времето за игра е 2 минути.
Кръг 3. Нарисувай това: Капитаните от всеки отбор избират по един участник, който трябва да нарисува на стъклото известни български изрази или заглавия. По време на играта рисуващият няма право да използва думи, букви или цифри. За всяка позната рисунка получават по 1 точка. Времето за игра е 3 минути.
Кръг 4. Българската следа: Участниците отговарят на въпроси, свързани с исторически факти. Всеки верен отговор носи 1 точка.
Кръг 5. Златни ти уста: Всеки капитан получава картончета с думи и има 2 минути, в които с уста казва различни думи по срички. През това време останалите участници от отбора му са със слушалки, през който се чува силна музика, за да не чуват какво казва капитана. За всяка позната дума се печели 1 точка.
Кръг 6. Ред по ред: Водещата чете в разбъркан ред стихове от 5 популярни български песни. Който пръв се сети името на песента и нейния изпълнител, трябва да натисне бутона. Ако е отговорил правилно, отборът му получава 1 точка, ако не – точката автоматично отива в другия отбор.
Кръг 7. Прочути сънародници: Всеки капитан получава имена на популярни личности и има 2 минути, в които с различни асоциации и факти за тези хора ще подскаже на съотборниците си, за да могат те да познаят имената им. Капитанът няма право да назовава самото име или части от него.
Кръг 8. Рожден ден: Участникът в студиото, който е с най-близка рождена дата, до деня на записа на предаването получава подарък – бомба. Времето за игра е 3 минути и 13 секунди. Рожденикът получава подаръка-бомба и трябва да отговори на въпрос, ако е отговорил правилно предава подаръка на играча вляво. Всеки верен отговор носи по 1 точка на съответния отбор. Когато бомбата гръмне, който я държи губи всиките си точки спечелени за отбора в този кръг.
Кръг 9. Митичното колело (Средностатистическия българин): На колелото има сектори с цифри от 1 до 50, които значат точки. Водещата задава 4 въпроса, по 2 на всеки отбор. При верен отговор, капитанът върти колелото. При грешен – правото да върти отива в другия отбор. Всяко число, на което спре колелото, ще бъде прибавено във формата на точки към резултата на отбора. Въпросите са с отговор процент на базата на проучване, направено специално за предаването. Отборът, към който е въпросът отговаря с процент. Другият отбор казва съответно дали според тях процентът е по-голям или по-малък.
Кръг 10. Удави капитана (до 7 еп.)/Спукана ти е работата (от 9 до 13 еп.)

### Специално издание
На 3 март 2017 г. се излъчва специално издание на шоуто по случай 139 години от освобождението. Излъчва се от 21:00 часа.

### Участници
| Епизод        | Отбор Юлиан Константинов                          | Отбор Андрей Слабаков                                         |
| ------------- | ------------------------------------------------- | ------------------------------------------------------------- |
| 1 (03.03.17)  | Орлин Горанов, Тони Димитрова и Михаела Филева    | Виктор Николаев, Анна Цолова и Богомил Грозев                 |
| 2 (10.03.17)  | Силвия Кацарова, Владимир Николов и Дара          | Зорница София, Тервел Пулев и Зейнеб Маджурова                |
| 3 (17.03.17)  | Петя Буюклиева, Дивна и Силвестър Силвестров      | Богдан Томов, Виктория Терзийска и Невена Пейкова             |
| 4 (24.03.17)  | Кали, Стефан А. Щерев и Петър Белберов            | Константин, Ваня Щерева и Адриан Рачев – Румънеца             |
| 5 (31.03.17)  | Кристина Димитрова, Дичо и Цветомир Иванов        | Нели Рангелова, Криско и Милена Славова                       |
| 6 (07.04.17)  | Маргарита Хранова, Бобо и Ивайло Захариев         | Миглена Ангелова, Кристиан Костов и Ники Кънчев               |
| Епизод        | Отбор Иван Ласкин                                 | Отбор Андрей Слабаков                                         |
| 7 (14.04.17)  | Богдана Карадочева, Боби Ваклинов и Деян Топалски | Кирил Ефремов, Ива Екимова и Деян Каменов                     |
| 8 (21.04.17)  | Ернестина Шинова, Емануела и Благовест Аргиров    | Александра Сърчаджиева, Сашка Васева и Ивайло Иванов – Играта |
| 9 (28.03.17)  | Тити Папазов, Яна Маринова и Лазара Златарева     | Петър Стойчев, Десислава Банова и Боби Касиков                |
| 10 (05.05.17) | Башар Рахал, Гергана Дончева и Надя Петрова       | Георги Мамалев, Гергана Турийска и Иван Тишев                 |
| 11 (12.05.17) | Ути Бъчваров, Веси Бонева и Ники Илиев            | Валентин Михов, Лора Караджова и Крум Савов                   |
| 12 (19.05.17) | Ненчо Балабанов, Тита и Ангел Ковачев             | Таня Богомилова, Коцето Калки и Били Хлапето                  |
| 13 (26.05.17) | Милица Божинова, Луна и Наум Шопов-младши         | Росица Кирилова, Иво Танев и Ралица Паскалева                 |

## Сезон 6
Водещ: Александра Сърчаджиева
Капитани: Камен Алипиев – Кедъра и Александър Кадиев
Излъчване: петък, 20:00 – 22:30

### Кръгове
Музикална задача – В студиото прозвучава популярна българска песен. Чува се и текстът, и мелодията – само че на обратно. Който пръв се сети името на песента и нейния изпълнител, трябва да натисне бутона. Ако е отговорил правилно, отборът му получава 2 точки, ако не – точките автоматично отиват в другия отбор. Музикалната задача се провежда през няколко кръга.
Кръг 1. Въпроси и отговори: Участниците отговарят на въпроси, свързани със снимкови и видео материали на разнообразни теми. Всеки верен отговор носи 2 точки.
Кръг 2. Щурец в ухото/Глас народен:Участниците слагат слушалки на ушите си и застават върху интерактивния под, на който са изобразени три кръга – на първия (изобразяващ око) участникът познава дума, обяснявана от другите участници, на втория (изобразяващ ръка) друг участник обяснява само с жестове и на третия (изобразяващ уста) последният обяснява говорейки. След познаването на думата, участниците си сменят кръгчетата по часовниковата стрелка. Всеки отбор има право на един пас. Времето е 2 минути. Всяка дума носи 1 точка. / Агитките обясняват чрез жестове думи, които отборите трябва да познаят за 1 минута и 30 секунди. Всеки отбор има право на един пас. Всяка позната дума носи 1 точка.
Кръг 3. Буквуване: Отборите спелуват думи, като всеки казва една буква и следващият по ред продължава. Думите се редуват – първата трябва да се „буквува“ отпред назад, а втората – отзад напред и така нататък. Ако думата бъде сбъркана, тя трябва да бъде спелувана отначало, като започва сбъркалият. Времето е 1 минута и 30 секунди. Всяка дума носи 1 точка.
Кръг 4. Изгубени в превода/Децата питат: В студиото идва гост, живеещ в населено място със специфичен диалект, и казва думи и изрази, които участниците трябва да разгадаят какво означават. Ако единият отбор сгреши, се дава шанс на противниковия. За всеки правилен отговор се получава 1 точка. / В студиото идва дете, което рецитира кратка част от детска песен или казва гатанка. Участниците трябва да познаят продължението на текста или отговора на гатанката. При правилен отговор се печелят 2 точки на песен и 1 точка на гатанка.
Кръг 5. Разходка из България: Задават се въпроси, отговори на които са имена на град. Ако отбор сгреши, правото да отговаря отива в отсрещния. Един участник от позналия отбор взима маркер и го поставя върху интерактивния под на мястото, където смята че се намира градът. При правилен отговор се печели 1 точка, а ако маркерът е на правилното място - още 2./Има 10 снимки, свързани с различни български градове. За 1 минута и 30 секунди всички снимки трябва да бъдат подредени върху интерактивния под на имената на съответните градове. Всеки правилен отговор носи 1 точка.
Кръг 6. Рожден ден: Участникът в студиото, който е с най-близка рождена дата до деня на записа на предаването, получава подарък – бомба. Времето за игра е 3 минути и 30 секунди. Рожденикът получава подаръка-бомба и трябва да отговори на въпрос. Ако е отговорил правилно, предава подаръка на играча вляво. Всеки верен отговор носи по 1 точка на съответния отбор. Когато бомбата гръмне, отборът на участника, който я държи, губи всички спечелени точки през цялата игра и те отиват в другия отбор.
Кръг 7. Баш-майсторът на четката: Капитаните от всеки отбор избират по един участник, който трябва да нарисува на таблета известни български изрази или заглавия. По време на играта рисуващият няма право да използва думи, букви или цифри. За всяка позната рисунка получават по 2 точки. Времето за игра е 2 минути.
Кръг 8. Отгатни песента: В студиото идват гости от различни националности и изпълняват българска песен, която двата отбора трябва да познаят. При правилен отговор, се печелят 2 точки, при грешен отговор отиват в отсрещния отбор.
Кръг 9. Машина на времето: Всеки отбор има три кутии, които съдържат предмет, свързан с десетилетие, изписано на всяка кутия. Капитанът отваря кутия, вижда предмета и трябва да го обясни, но има забранени думи, които не трябват да бъдат използвани. За познат предмет се печелят 2 точки, ако 1 дума от забранените думи е използвана - 1 точка, а ако са използвани 2 – точките се губят. След отварянето на всички кутии се отваря златната кутия. Преди това обаче участниците отговарят на въпрос и позналият отбор играе за познаването на нейното съдържание. Тази специална кутия носи 4 точки. Времето за познаване на една кутия е 45 секунди.
Кръг 10. Внимавай в картинката: Участниците от единият отбор се нареждат в колона и на екрана се показват изображения, по които участниците трябва да разпознаят думата. При грешка - идва следващия и ако последният сбърка - снимката се сменя. Всяка позната дума носи 1 точка, а времето за игра е 1 минута и 30 секунди.
Кръг 11. Чуждо тяло/Бърза памет: Всеки отбор избира по един „кукловод“, който от своя страна избира един участник от другия отбор, играещ ролята на кукла. Кукловодът си помага с тялото на „куклата“, за да обясни различни думи на своя отбор. Времето за игра е 2 минути, а всяка позната дума носи 1 точка./Всеки участник гледа по 2 снимки и за 10 секунди трябва да запомни възможно най-много детайли. Накрая водещата задава въпрос, свързан с изображението, а правилният отговор носи 1 точка.
Кръг 12. Героите сред нас: В студиото влиза гост с голямо постижение. Задавайки въпроси, на които гостът отговаря само с „да“ и „не“, участниците трябва да познаят в коя сфера е постижението. Отборите се редуват с въпросите – когато отбор получи отрицателен отговор на въпрос, правото за отговор отива в другия. Времето е 2 минути. Правилен отговор носи 5 точки.
Кръг 13. Химията помежду ни: Отборите се редуват помежду си и всеки участник отговаря самостоятелно на въпрос, свързан с интересен факт за България. Въпросите имат 4 възможни отговора. Всеки участник има пред себе си по 4 колбички, обозначени с възможните верни отговори: А, Б, В и Г. Тук участниците имат право да използват помощта само на публиката, но нямат право да се съветват помежду си. След като даденият играч реши коя буква да маркира, той взима колбичката, която според него отговаря на верния отговор и я излива в голямата цветна колба. Ако няма реакция, отговорът е верен, а ако има химична реакция, отговорът е грешен и „избухналият“ отбор губи играта. В случай, че всеки от играчите даде верен отговор, отборът печели 10 точки.
Кръг 14. Колелото на съдбата: На колелото има сектори с цифри от 0 до 50, които значат точки. Водещата задава 4 въпроса, по 2 на всеки отбор. При верен отговор, капитанът върти колелото. При грешен – правото да върти отива в другия отбор. Всяко число, на което спре колелото, ще бъде прибавено във формата на точки към резултата на отбора. Въпросите са с отговор число. Отборът, към който е въпросът отговаря с число. Другият отбор казва съответно дали според тях процентът е по-голям или по-малък. След първите 2 въпроса на колелото се поставят сектори със 100 точки и с -20 точки.

### Участници
| Епизод        | Отбор Камен Алипиев                     | Отбор Александър Кадиев                |
| ------------- | --------------------------------------- | -------------------------------------- |
| 1 (23.02.24)  | Галена и Азис                           | Весела Бабинова и Филип Буков          |
| 2 (01.03.24)  | Натали Трифонова и Филип Аврамов        | Елена-Антоанета Сергова и Папи Ханс    |
| 3 (08.03.24)  | Краси Радков и Светослав Иванов         | Станислава Ганчева и Филип Атанасов    |
| 4 (22.03.24)  | София Бобчева и Рафи Бохосян            | Десита и Анелия Луцинова               |
| 5 (29.03.24)  | Алекс Раева и Цветелина Цветкова        | Павел Николов и Николай Станоев        |
| 6 (05.04.24)  | Албена Михова и Благовест Аргиров       | Десислава Стоянова и Светослав Аргиров |
| 7 (12.04.24)  | Марта Вачкова и Михаела Филева          | Катерина Евро и Александър Таралежков  |
| 8 (19.04.24)  | Християна Тодорова и Стефан Вълдобрев   | Климентина Фърцова и Иван Лечев        |
| 9 (26.04.24)  | Бояна Маринова и Илиан Кустев           | Нона Йотова и Милица Гладнишка         |
| 10 (03.05.24) | Зейнеб Маджурова и Георги Тошев         | Боряна Братоева и Ненчо Илчев          |
| 11 (10.05.24) | Симона Петрова – Мона и Костадин Велков | Ваня Щерева и Евгени Генчев            |
| 12 (17.05.24) | Дара Екимова и Христо Стефанов – Ицака  | Маргарита Хранова и Павел Колев        |
| 13 (24.05.24) | Прея и Даниел Пеев – Дънди              | Ивана и Стояна Николова                |

## Сезон 7
Водещ: Александра Сърчаджиева
Капитани: Юлиан Вергов (до 10 еп., от 13 еп.)/Петър Антонов (11 еп.)/Филип Буков (12 еп.) и Борислав Чучков
Излъчване: неделя, 20:00 – 22:00
След края на премиерното излъчване на сезона, в същия таймслот телевизията излъчва повторения на епизодите.

### Кръгове
Музикална задача – В студиото прозвучава популярна българска песен. Чува се и текстът, и мелодията – само че на обратно. Който пръв се сети името на песента и нейния изпълнител, трябва да натисне бутона. Ако е отговорил правилно, отборът му получава 2 точки, ако не – точките автоматично отиват в другия отбор. Музикалната задача се провежда през няколко кръга.
Кръг 1. Разходка из България: Задават се въпроси, отговори на които са имена на град. Ако отбор сгреши, правото да отговаря отива в отсрещния. Един участник от позналия отбор взима маркер и го поставя върху интерактивния под на мястото, където смята че се намира градът. При правилен отговор се печели 1 точка, а ако маркерът е на правилното място - още 2./Има 10 снимки, свързани с различни български градове. За 1 минута и 30 секунди всички снимки трябва да бъдат подредени върху интерактивния под на имената на съответните градове. Всеки правилен отговор носи 1 точка.
Кръг 2. Децата питат: В различните епизоди се редуват Матео и Габриел, които рецитират кратка част от детска песен или казват гатанка. Участниците трябва да познаят продължението на текста или отговора на гатанката. При правилен отговор се печелят 2 точки. При грешен отговор се губи 1 точка.
Кръг 3. Великите говорят: С помощта на изкуствен интелект исторически личности ще задават въпроси поотделно на всеки въпрос. За 30 секунди отборът трябва да реши дали твърдението е вярно или грешно. При верен отговор се печелят 2 точки.
Кръг 4. Рожден ден: Участникът в студиото, който е с най-близка рождена дата до деня на записа на предаването, получава подарък – бомба. Времето за игра е 3 минути и 30 секунди. Рожденикът получава подаръка-бомба и трябва да отговори на въпрос. Ако е отговорил правилно, предава подаръка на играча вляво. Всеки верен отговор носи по 1 точка на съответния отбор. Когато бомбата гръмне, отборът на участника, който я държи, губи всички спечелени точки през цялата игра и те отиват в другия отбор.
Кръг 5. Кой е това: Зад пъзел от 20 части е скрита снимка на известен човек. Водещата задава въпрос и при верен отговор се отваря парче от пъзела и отборът предполага коя е тази известна личност. От двата отбора се избира по един човек, който да отговаря на всички въпроси, като за двата отбора има отделни пъзели. Разпознаване на известната личност носи 12 точки.
Кръг 6. Майстори на четката: Капитаните от всеки отбор избират по един участник, който трябва да нарисува на таблета известни български изрази или заглавия. По време на играта рисуващият няма право да използва думи, букви или цифри. За всяка позната рисунка получават по 2 точки. Времето за игра е 2 минути.
Кръг 7. Машина на времето: Всеки отбор има три кутии, които съдържат предмет, свързан с десетилетие, изписано на всяка кутия. Капитанът отваря кутия, вижда предмета и трябва да го обясни, но има забранени думи, които не трябват да бъдат използвани. За познат предмет се печелят 2 точки, ако 1 дума от забранените думи е използвана - 1 точка, а ако са използвани 2 – точките не се получават. След отварянето на всички кутии се отваря златната кутия. Преди това обаче участниците отговарят на въпрос и позналият отбор играе за познаването на нейното съдържание. При познат предмет отборът има право да запази резултата си или да го смени с този на другия отбор. Времето за познаване на една кутия е 45 секунди.
Кръг 8. Щурец в ухото: Участниците слагат слушалки на ушите си и застават върху интерактивния под, на който са изобразени три кръга – на първия (изобразяващ око) участникът познава дума, обяснявана от другите участници, на втория (изобразяващ ръка) друг участник обяснява само с жестове и на третия (изобразяващ уста) последният обяснява говорейки. След познаването на думата, участниците си сменят кръгчетата по часовниковата стрелка. Всеки отбор има право на един пас. Времето е 2 минути. Всяка дума носи 1 точка.
Кръг 9. Героите сред нас: В студиото влиза гост с голямо постижение. Задавайки въпроси, на които гостът отговаря само с „да“ и „не“, участниците трябва да познаят в коя сфера е постижението. Отборите се редуват с въпросите – когато отбор получи отрицателен отговор на въпрос, правото за отговор отива в другия. Времето е 2 минути. Правилен отговор носи 10 точки.
Кръг 10. Родна реч: Отборите спелуват думи, като всеки казва една буква и следващият по ред продължава. Думите се редуват – първата трябва да се „буквува“ отпред назад, а втората – отзад напред и така нататък. Ако думата бъде сбъркана, тя трябва да бъде спелувана отначало, като започва сбъркалият. Времето е 1 минута и 30 секунди. Всяка дума носи 1 точка.
Кръг 11. Колелото на съдбата: На колелото има сектори с цифри от 0 до 50, които значат точки. Водещата задава 4 въпроса, по 2 на всеки отбор. При верен отговор, капитанът върти колелото. При грешен – правото да върти отива в другия отбор. Всяко число, на което спре колелото, ще бъде прибавено във формата на точки към резултата на отбора. Въпросите са с отговор число. Отборът, към който е въпросът отговаря с число. Другият отбор казва съответно дали според тях процентът е по-голям или по-малък. След първите 2 въпроса на колелото се поставят сектори със 100 точки и с -20 точки.

### Участници
| Епизод               | Отбор Юлиан Вергов                  | Отбор Борислав Чучков                 |
| -------------------- | ----------------------------------- | ------------------------------------- |
| 1 (12.02.25) (сряда) | Марта Вачкова и Петър Дочев         | Златка Райкова и Христо Пъдев         |
| 2 (23.02.25)         | Силвия Петкова и Петър Антонов      | Тита и Галин                          |
| 3 (02.03.25)         | Мария Илиева и Александър Сано      | Милена Маркова – Маца и Орлин Горанов |
| 4 (09.03.25)         | Лазара Златарева и Теодор Салпаров  | Дария Симеонова и Енчо Данаилов       |
| 5 (16.03.25)         | Поли Генова и Деян Ангелов          | Славка Калчева и Тома Здравков        |
| 6 (23.03.25)         | Петя Дикова и Тино                  | Здрава Каменова и Георги Любенов      |
| 7 (30.03.25)         | Мила Роберт и Петър Мицин           | Албена Павлова и Емил Марков          |
| 8 (06.04.25)         | Таня Богомилова и Георги Бърдаров   | Галена Великова и Станимир Гъмов      |
| 9 (13.04.25)         | Александра Гърдева и Калин Евтимов  | Люба Пашова и Илиян                   |
| 10 (20.04.25)        | Мария Цънцарова и Златимир Йочев    | Боряна Братоева и Владимир Зомбори    |
| Епизод               | Отбор Петър Антонов                 | Отбор Борислав Чучков                 |
| 11 (27.04.25)        | Магдалена Томова и Ути Бъчваров     | Бориса Сарафова и DJ Дамян            |
| Епизод               | Отбор Филип Буков                   | Отбор Борислав Чучков                 |
| 12 (04.05.25)        | Наталия Кобилкина и Искрен Пецов    | Емилия и Константин                   |
| Епизод               | Отбор Юлиан Вергов                  | Отбор Борислав Чучков                 |
| 13 (11.05.25)        | Росица Кирилова и Боро Първи        | Франциска Йорданова и Антоан Петров   |
| 14 (18.05.25)        | Бесте Сабри и Дичо                  | Искра Донова и Тончо Токмакчиев       |
| 15 (25.05.25)        | Нанси Карабойчева и Благой Георгиев | Алисия и Виктория Терзийска           |